# Helen-B.-Warner-Preis
Der Helen-B.-Warner-Preis wird jährlich von der American Astronomical Society for einen bedeutenden Beitrag zur beobachtenden oder theoretischen Astronomie vergeben.

## Preisträger
- 1954: Aden Meinel
- 1955: George Howard Herbig
- 1956: Harold Lester Johnson
- 1957: Allan Rex Sandage
- 1958: Merle F. Walker
- 1959: Margaret Burbidge und Geoffrey Burbidge
- 1960: Halton Arp
- 1961: Joseph W. Chamberlain
- 1962: Robert Paul Kraft
- 1963: Bernard Flood Burke
- 1964: Maarten Schmidt
- 1965: George W. Preston
- 1966: Riccardo Giacconi
- 1967: Pierre Demarque
- 1968: Frank James Low
- 1969: Wallace Sargent
- 1970: John N. Bahcall
- 1971: Kenneth Kellermann
- 1972: Jeremiah P. Ostriker
- 1973: George Carruthers
- 1974: Dimitri Mihalas
- 1975: Patrick E. Palmer und Benjamin Zuckerman
- 1976: Stephen E. Strom
- 1977: Frank Shu
- 1978: David Schramm
- 1979: Arthur Davidsen
- 1980: Paul C. Joss
- 1981: William H. Press
- 1982: Roger Blandford
- 1983: Scott Tremaine
- 1984: Michael S. Turner
- 1985: Lennox Cowie
- 1986: Simon White
- 1987: Jack Wisdom
- 1988: Mitchell C. Begelman
- 1989: Nicholas Kaiser
- 1990: Ethan T. Vishniac
- 1991: Shrinivas Kulkarni
- 1992: Edmund Bertschinger
- 1993: John F. Hawley
- 1994: David Spergel
- 1995: E. Sterl Phinney
- 1996: Fred C. Adams
- 1997: Charles C. Steidel
- 1998: Marc Kamionkowski
- 1999: Lars Bildsten
- 2000: Wayne Hu
- 2001: Uros Seljak
- 2002: Adam Riess
- 2003: Matias Zaldarriaga
- 2004: William Holzapfel
- 2005: Christopher Reynolds
- 2006: Re’em Sari
- 2007: Sara Seager
- 2008: Eliot Quataert
- 2009: Scott Gaudi
- 2010: Scott Ransom
- 2011: Steven R. Furlanetto
- 2012: Eric B. Ford
- 2013: Mark Krumholz
- 2014: Christopher M. Hirata
- 2015: Ruth Murray-Clay
- 2016: Philip Hopkins
- 2017: Charlie Conroy
- 2018: Yacine Ali-Haïmoud
- 2019: Jo Bovy
- 2020: Smadar Naoz
- 2021: Rebekah Dawson
- 2022: Brett McGuire
- 2023: Ana Bonaca
- 2024: Carl Rodriguez
- 2025: Susan Clark